# Région de León
Pour le royaume historique, voir royaume de León.
Pour les articles homonymes, voir Léon.
La région de León, région léonaise ou royaume de Léon (en espagnol región de León, región leonesa ou reino de León ; en asturien : rexón de Lleón ou reinu de Lleón ), est une région historique définie après la division territoriale de l'Espagne de 1833. Elle regroupe les provinces actuelles de León, de Salamanque et de Zamora. Comme pour les autres régions définies dans cette division territoriale, ces régions n'étaient dotées d'aucune compétence, ni d'institutions spécifiques autres que celles des provinces regroupées. Ces régions n'avaient qu'un caractère de classification, sans prétention opérationnelle.
Durant la Deuxième République espagnole, la voie vers l'autonomie semble s'ouvrir à travers la possibilité pour la région d'élire son propre juge au Tribunal des Garanties Constitutionnelles. Cependant, la guerre civile et l'arrivée au pouvoir de Franco éliminèrent toutes nouvelles tentatives sérieuses d'autonomie.
En 1978, après la fin de la dictature, les trois provinces de la région de Léon sont rattachées à celles de la Vieille-Castille. Les gouvernements centraux se succédant ensuite ont tous rejeté toute proposition de référendum constitutionnel, visant à faire de Léon une communauté autonome à part entière. En 1983 les derniers espoirs d'autonomie sont brisés par le pouvoir central, avec la création de la communauté autonome de Castille-et-Léon.
Les forces politiques léonaises réclament aujourd'hui une autonomie pour ces provinces.

## Antécédents

Carte de la division en préfectures en 1810.

## La division territoriale en provinces et régions (1833)
« Artículo 1. El territorio español en la Península e Islas adyacentes queda desde ahora dividido en cuarenta y nueve provincias que tomarán el nombre de sus capitales respectivas excepto las de Navarra, Álava, Guipúzcoa y Vizcaya, que conservan sus actuales denominaciones.

Carte de la division territoriale de l'Espagne en 1833 (régions).

Artículo 2. La Andalucía, que comprende los reinos de Córdoba, Granada, Jaén y Sevilla, se divide en las ocho provincias siguientes: Córdoba, Jaén, Granada, Almería, Málaga, Sevilla, Cádiz y Huelva. El de Aragón se divide en tres provincias, a saber: Zaragoza, Huesca y Teruel. El principado de Asturias forma la provincia de Oviedo. Castilla la Nueva continúa dividida en las cinco provincias de Madrid, Toledo, Ciudad Real, Cuenca y Guadalajara. Castilla la Vieja se divide en ocho provincias, a saber: Burgos, Valladolid, Palencia, Ávila, Segovia, Soria, Logroño y Santander. Cataluña se divide en cuatro provincias: Barcelona, Tarragona, Lérida y Gerona. Extremadura se divide en las de Badajoz y Cáceres. Galicia en las de Coruña, Lugo, Orense y Pontevedra. El reino de León en las de León, Salamanca y Zamora. El de Murcia en las de Murcia y Albacete. El de Valencia en las de Valencia, Alicante y Castellón de la Plana. Pamplona, Vitoria, Bilbao y San Sebastián son las capitales de las provincias de Navarra, Álava, Vizcaya y Guipúzcoa. Palma la de las Islas Baleares. Santa Cruz de Tenerife la de las Islas Canarias. »
— Décret royal du 18 novembre 1833

## La Seconde République espagnole (1931-1936)
« Sont considérées comme régions :

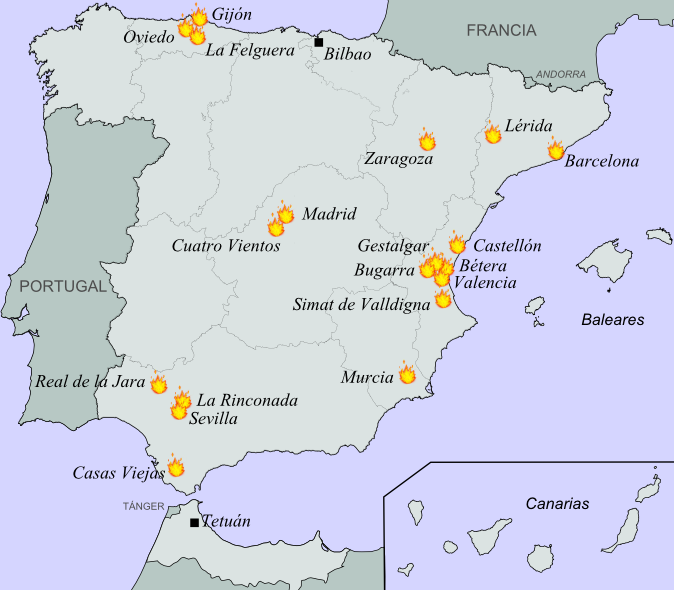
Carte territoriale en vigueur durant la Seconde République espagnole.

Andalucía (provincias de Almería, Cádiz, Córdoba, Granada, Huelva, Jaén, Málaga y Sevilla y las ciudades autónomas de Ceuta y Melilla).

Aragón (provincias de Huesca, Teruel y Zaragoza).

Asturias (provincia de Oviedo).

Baleares (provincia de su nombre).

Canarias (provincias de Las Palmas y Santa Cruz de Tenerife).

Castilla la Nueva (provincias de Ciudad Real, Cuenca, Guadalajara, Madrid y Toledo).

Castilla la Vieja (provincias de Ávila, Burgos, Logroño, Palencia, Santander, Segovia, Soria y Valladolid).

Extremadura (provincias de Badajoz y Cáceres).

Galicia (provincias de Coruña, Lugo, Orense y Pontevedra).

León (provincias de León, Salamanca y Zamora).

Murcia (provincias de Albacete y Murcia).

Navarra y Vascongadas (provincias de Alava, Guipúzcoa y Vizcaya).

Valencia (provincias de Alicante, Castellón y Valencia) »

## Le processus autonomique : la création de Castille-et-León

La Purpurada, drapeau du mouvement léoniste pour représenter le Pays léonais.

### Sources
- (es) Cet article est partiellement ou en totalité issu de l’article de Wikipédia en espagnol intitulé « Región de León » (voir la liste des auteurs).